# Обман
Обма́н (розмовне брехня́, застаріле лжа, олжа́)  — умисне або неумисне введення в оману, твердження, що не є істинним.
Цілком очевидно, що брехнею слід вважати будь-яке висловлювання, що не відповідає реальності. Але з однією важливою обмовкою: мовцеві добре відомо, якою є реальність насправді, але він навмисно її спотворює, з метою ввести співрозмовника в оману. Фактично брехнею можна назвати й напівправду, коли мовець знає досить багато, але розкриває лише ту частину відомого, яка йому вигідна або принаймні безпечна, а не настільки приємні і зручні факти просто замовчує, немов їх і немає зовсім. Тобто, приховування правди — теж обман. Коли ж людина говорить неправду, але вірить, що це правда, то не можна сказати, що людина бреше.

## Види обману
Обман є маніпулюванням інформацією. Якщо систематизувати типи маніпуляції за МакКорнаком, то отримаємо такі види обману:
- Маніпулювання якістю інформації. Фальсифікація деяких фактів, навмисне укривання істини.
- Маніпулювання кількістю інформації. Укриття частини правди або нашарування брехні на дійсно існуючі факти та подання їх як істину. Найчастіше застосовується у ЗМІ.
- Повідомлення двозначної, розмитої інформації.
- Умовчання — повне приховування правди.
- Спотворення — навмисне повідомлення помилкової інформації.

## Обман у психології
Феномен брехні широко досліджується психологією і психолінгвістикою. Дані, які намагаються отримати вчені,дуже важливі для більш практичних сфер діяльності, наприклад, криміналістики та дипломатичної (представницької) роботи. Д. ДеПауло довела, що брехня — дуже поширений комунікативний феномен, який включає в себе різноманітність ситуацій і тактик брехні. Автор пропонує модель брехні, що містить такі компоненти: зміст, тип і референт.
- Зміст — емоція, дія, виправдання, досягнення і факт.
- За типом брехня буває: пряма брехня (неправда в чистому вигляді), перебільшення і тонка брехня (опускання важливих деталей).
- Референт брехні — це той, про кого (або що) брешуть (самоорієнтована чи орієнтована на інших).

## Обман у психіатрії

### Синдром Мюнгаузена
При цьому синдромі людина симулює, перебільшує або штучно викликає у себе симптоми хвороби, аби піддатися медичному обстеженню, лікуванню, госпіталізації, хірургічному втручанню тощо. Для того, щоб лікування було призначене, псевдо-хворі імітують абсолютно різноманітні стани та хвороби: від туберкульозу до серцевого нападу, від гострого болю в животі до виразок і порізів. Вони ковтають ключі, ложки і цвяхи — щоб для операції з'явився реальний привід; симулюють кровотечі, використовуючи кров тварин або навіть навмисне ріжуть власне тіло; жменями приймають ліки, чудово розуміючи, що ніякі препарати їм не потрібні і навіть можуть нашкодити.
Відомий випадок, коли одна пацієнтка настільки реалістично зображувала «гострий живіт» (болі в черевній порожнині), що лікарі негайно призначали операцію. У різних лікарнях і у різних докторів ця дама була прооперована в загальній складності понад 40 разів! Кожного разу лікарі з подивом розводили руками, не знаходячи ознак ніяких патологій, буквально нічого, що могло б стати причиною описаних пацієнткою болів. Однак з маніакальною завзятістю вона зверталася і зверталася в різні клініки, переживши за все своє життя більше 600 госпіталізацій.
Єдине пояснення, яке такій поведінці наразі можуть дати лікарі — нестача уваги до таких осіб з боку соціуму.

### Псевдологія
Багато психічних розладів супроводжуються патологічною брехнею хворого. Найчастіше зустрічається у осіб з асоціальним розладом особистості, та хворих на шизофренію. Такі хворі брешуть безупину, розуміючи свою брехню але не відчуваючи докорів сумління стосовно цього. Обман хворих людей частіше за все по-дитячому примітивний, не має корисливої мети, просто брехня заради брехні.

### Парамнезія
Розлад пам'яті, що полягає в неправдивих судженнях людини про її минуле. Виділяють як клінічні, так і неклінічні форми. До неклінічних відносяться явища Deja vu та Jamais vu, притаманні майже всім. Клінічні форми - псевдоремінісценції та конфабуляції, вони часто супроводжують більш серйозні психічні захворювання, наприклад, такі як Синдром Корсакова.

## Обман у релігії
Стверджується, що деякі системи вірувань можуть виправдовувати брехню. Лев Толстой описує релігійні установи як «продукт обману [та] брехні для благих цілей».

### Класифікація брехніАвгустина Аврелія
Аврелій Августин написав дві книги, які стосуються брехні: «Про брехню» («De Mendacio») і «Проти брехні» («Contra Mendacio»). Він описує кожну із них у своїй пізнішій роботі «Спростування». Судячи з  розташування «De Mendacio» в «Спростуванні», воно було написано близько 395 р. н. е. Перша робота, «Про брехню», починається словами «Magna quæstio est de Mendacio» («Існує важливе питання про брехню»). З його текстів можна вивести, що святий Августин розділяв брехню на вісім категорій, від найтяжчих до найлегших:
- Брехня в релігійних вченнях
- Брехня, яка загрожує іншим і нікому не допомагає
- Брехня, які загрожує іншим, але комусь допомагає
- Брехня, сказана заради задоволення від неї самої
- Брехня, сказана, щоби «задовольнити інших в улесливій розмові»
- Брехня, яка нікому не загрожує і комусь матеріально допомагає
- Брехня, яка нікому не загрожує і комусь духовно допомагає
- Брехня, яка нікому не загрожує і захищає когось від «скверни тілесної»

Августин писав, що брехня, сказана жартома, чи кимось, хто вірить в неї чи вважає її правдивою, по суті, теж є брехнею.

### ВБіблії
Як і Старий Завіт, Новий Завіт Біблії містить твердження, що Бог не може брехати, і що брехня є аморальною (Чис. 23:19, Ав. 2:3, Євр. 6:13-18). Тим не менш, там є приклади, коли Бог навмисно дезорієнтовував та заплутував ворогів для того, щоб отримати перемогу (2-е послання до солунян 2:11; Перша книга Царів 22:23; Єз. 14:09): «І з цієї причини Бог введе їх в сильну оману, і вони будуть вірити брехні» (2 Сол. 2:11)
Різні уривки з Біблії стверджують, що захищати брехню аморально і неправильно (Притчі 6:16-19; Пс 5:6), (Лев. 19:11; Притч 14:05; Притч 30:6; Соф. 3:13), (Іс. 28:15; Дан. 11: 27), найбільш відомі, в Десяти заповідях: «Не свідчи неправдиво» (Вих. 20:2-17; Втор 5:6−21), Екс. 23:01, Мт. 19:18, Мр 10:19, Лк 18:20 конкретне посилання на дачу помилкових свідчень.
Інші уривки є описовими (а не наказовими), де брехню було скоєно в екстремальних обставинах, пов'язаних з життям і смертю. Однак, більшість християнських філософів стверджують, що брехня ніколи не буде прийнятною, але навіть ті, хто є праведниками в очах Божих іноді скоюють гріхи. Випадки скоєння брехні в Старому Завіті включають:
- Акушерки брехали про свою нездатність вбивати ізраїльських дітей. (Іс. 1:15-21).
- Рахав збрехала цареві Єрихону про приховування єврейських шпигунів (Ісус Навин 2:4-5) і не була вбита з тими, хто був непокірним через її віру (Євр. 11:31).
- Авраам доручив своїй дружині, Сарі, ввести в оману єгиптян і сказати, що вона його сестра (Бут. 12:10). Історія Авраама була цілком правдивою — Сара була його зведеною сестрою — але навмисно оманлива, оскільки сама історія була створена, щоб змусити єгиптяни вважати, що Сара не була дружиною Авраама, адже останній боявся, що його вб'ють через Сару, тому що вона була дуже красивою.

У Новому Завіті Ісус звертається до диявола, як до батька брехні (Ін. 8:44) і Павло заповідає християнам «Не кажіть неправди один одному» (Кол. 3:9; .. Див Лев 19:11).
- У Судний день, нерозкаяні брехуни будуть покарані в вогняному озері. (Одкр. 21:8; 21:27).

### ВКорані

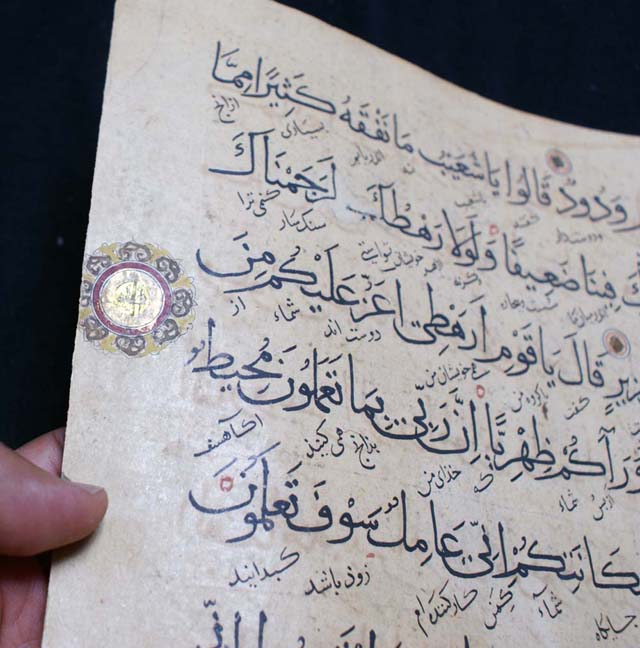
Коран з перським перекладом

У Корані говориться, що Бог (Аллах), знає таємниці серця всіх народів (42:24) і коли хтось бреше(9:42). Таким чином, згідно з Кораном, Бог не може бути введеним в оману брехнею і ті, хто брешуть, не тільки знищують свої душі, але і брехня буде знищена істиною. Брехуни будуть притягнені до відповідальності у Судний день і Бог не буде направляти їх. Як мінімум в трьох різних місцях, Коран 45:7, 51:10 і 52:11, вказано, що брехуни будуть страждати.
Наступні особливо відзначаються для покарання: ідолопоклонники (брехуни проти Бога), брехуни, які роз'єднують віруючих, ті, хто брешуть, що всі хороші речі тільки для них самих, лицеміри, ті, хто брешуть проти Бога коли приймають іслам, або ті, хто відносяться до божественних знаків як до фальшивих.

### Вбуддизмі
Брехня заборонена четвертою із П'яти Заповідей, основних етичних навчальних правил для всіх буддистів. «Для брехуна, який порушив один закон (правдивість), який тримає у зневазі майбутнє, немає зла, що він не зможе зробити».

### Вязичництві
У Gestaþáttr, одному із розділів пісні про богів «Hávamál» («Мова Високого») збірки «Старша Едда», Одін стверджує, що доцільно, коли мова йде про «віроломного ворога, який бреше», брехати і самому.

### Узороастризмі
Зороастр вчить, що є дві сили у Всесвіті; Аша (Asha), яка є істиною, порядком і тим, що реальне, та Друй (Druj) — «Брехня». Пізніше Брехня стала персоніфікованою як Ангра Майнью (Аріма́н), персона, схожа на християнського Диявола, який був зображений як вічний супротивник Ахура Мазди (Бога).

## Обман у законодавстві України
Законодавством України передбачені покарання за надання хибної інформації суду та правоохоронним органам.
- Стаття 383 КК. Завідомо неправдиве повідомлення про вчинення злочину.
  1. Завідомо неправдиве повідомлення суду, прокурору, слідчому або органу досудового розслідування про вчинення злочину — карається виправними роботами на строк до двох років або арештом на строк до шести місяців, або обмеженням волі на строк до трьох років, або позбавленням волі на строк до двох років.
  2. Ті самі дії, поєднані з обвинуваченням особи в тяжкому чи особливо тяжкому злочині або із штучним створенням доказів обвинувачення, а також вчинені з корисливих мотивів, — караються обмеженням волі на строк від двох до п'яти років або позбавленням волі на той самий строк.
- Стаття 384 КК. Завідомо неправдиве показання.
  1. Завідомо неправдиве показання свідка чи потерпілого або завідомо неправдивий висновок експерта під час провадження дізнання, досудового слідства, здійснення виконавчого провадження або проведення розслідування тимчасовою слідчою чи спеціальною тимчасовою слідчою комісією Верховної Ради України або в суді, завідомо неправдивий звіт оцінювача про оцінку майна під час здійснення виконавчого провадження, а також завідомо неправильний переклад, зроблений перекладачем у таких самих випадках, — караються виправними роботами на строк до двох років або арештом на строк до шести місяців, або обмеженням волі на строк до двох років.
  2. Ті самі дії, поєднані з обвинуваченням у тяжкому чи особливо тяжкому злочині, або зі штучним створенням доказі обвинувачення чи захисту, а також вчинені з корисливих мотивів, — караються виправними роботами на строк до двох років або обмеженням волі на строк до п'яти років, або позбавленням волі на строк від двох до п'яти років.
- Стаття 396 КК. Приховування злочину.
  1. Заздалегідь не обіцяне приховування тяжкого чи особливо тяжкого злочину — карається арештом на строк до трьох місяців або обмеженням волі на строк до трьох років, або позбавленням волі на той самий строк.
  2. Не підлягають кримінальній відповідальності заздалегідь не обіцяне приховування злочину члени сім'ї чи близькі родичі особи, яка вчинила злочин, коло яких визначається законом.

## Виявлення обману
Для виявлення обману найчастіше застосовується так званий детектор брехні. Перший апарат такого призначення створив у 20-ті роки О. Р. Лурія. Запропонований ним метод був досить простим, асоціативним. Від випробуваного вимагалося у відповідь на пропоноване слово відповідати іншим, що прийшло на розум і одночасно стискати рукою гумову грушу. Слова пропонувалися різні — як нейтральні, так і такі, що могли мати для випробуваного особливий емоційний підтекст. У тому випадку, коли стимул провокував якісь приховані переживання, можна було зафіксувати деяку затримку словесної і рухової реакції. Свою методику Лурія перевіряв на підозрюваних у скоєнні злочинів. З його допомогою в ряді випадків вдалося серед кількох підозрюваних виявити того, хто подальшими слідчими процедурами дійсно був викритий як злочинець. Але широкого поширення у країнах СНД ця методика так і не знайшла. А у США розробка цієї проблеми активно продовжувалася і призвела у підсумку до створення детектора брехні в його сучасній модифікації. Сучасний детектор являє собою досить складну конструкцію, яка фіксує цілий комплекс реакцій організму на слова. Це і частота дихання і серцебиття, і так звана шкірно-гальванічна реакція, і тонус м'язів, і навіть показники електричної активності мозку. Такий метод виявлення обману є найпоширенішим і поки най достовірнішим. Проте, в майбутньому можливим буде більш точний аналіз думок та слів людини. Вчені з Нідерландів за допомогою МРТ мозку змогли виявити індивідуальні для кожної літери «відбитки», що вона залишає на певних ділянках нашого мозку. За цими «відбитками» можна визначити, що і коли людина казала або чула.

## Етична сторона
Аристотель вважав, що загального правила про брехню не може бути, адже будь-кому, хто виступає захисником брехні, ніколи не можна довіряти.
Такі філософи як Августин Аврелій, Фома Аквінський та Іммануїл Кант, засуджували брехню узагалі. Спираючись на думки усіх трьох, можна зазначити, що немає обставин, в яких брехня була б етичною. І якщо єдиний спосіб захистити когось — збрехати, це ніколи не буде етично допустимим навіть в умовах убивств, тортур або будь-яких інших випробувань. Кожен з цих філософів дав кілька аргументів проти брехні, які подібні один до одного. Серед найбільш важливих аргументів:
1. Брехня — це спотворення природного дару мови, природна мета якого — повідомляти думки мовця.
2. Коли хтось бреше, він підриває довіру в суспільстві.

Між тим, філософи утилітаристи підтримують брехню, яка дає хороші результати або наслідки — білу брехню. У своїй книзі 2008 року «Як приймати правильні рішення і бути правим весь час», Йен Кінг запропонував надійне правило, коли брехня є можливою, і визначив його так: «Обманюйте тільки якщо ви можете змінити поведінку таким чином, який буде достойнішим, ніж довіра, яку ви можете втратити при виявленні цього обману (незалежно від того обман розкритий чи ні)».
У роботі «Людське, занадто людське», філософ Фрідріх Ніцше припустив, що ті, хто утримуються від брехні, можуть збрехати тільки через труднощі, пов'язані з власне цим утриманням. Це узгоджується з його загальної філософією, яка ділить (або оцінює) людей по силі та спроможності, таким чином, деякі люди брешуть тільки через свою слабкість.
За політику «Благородної брехні» виступав Платон, який у своєму творі «Держава» припускав, що в ідеальній державі царі-філософи будуть поширювати брехню в ім'я загального блага.
У сучасному світі подібну філософію пропагував Лео Штраус і його послідовники та інші прихильники неоконсерватизму.

## Цікаві факти та досліди
Психологи з Геттінгенського університету (Німеччина) за згодою декількох десятків піддослідних з допомогою мініатюрних звукозаписних пристроїв протягом декількох діб фіксували буквально кожне вимовлене ними слово. І прийшли до невтішного для моралістів висновку: серед десятків цілком симпатичних і гречних людей не знайшлося жодного, хто протягом дня хоч раз не збрехав би. Більшість випробовуваних брехали раз по двадцять на дню, а інші грішили проти істини до п'ятисот разів! при цьому їх самооцінка аніскільки не страждала, та й навколишні майже нікого з них не оцінювали як злісного брехуна, навпаки — ставилися до них як до звичайних людей, досить непоганих.
Психологи з Канади Вікторія Талвер (Університет Макгілла) і Канг Лі (Університет Торонто) вивчали інший аспект — формування звички до брехні в онтогенезі. Вчені провели відповідний експеримент з вивчення наслідків авторитарного і ліберального методів виховання. Суть дослідження полягала у спостереженні за дітьми молодшого шкільного віку, частину з яких виховують авторитарно, а інших — досить ліберально. Психологи створювали різні ігрові ситуації, проводили опитування і співбесіди індивідуально з кожною дитиною. Результати дослідження показали, що суворі порядки і жорсткі вимоги змушують людину вчитися брехати. І чим більший авторитарний тиск на дитину з боку батьків, тим вишуканішою з часом стає її брехня. Страх бути покараними за найменшу провину штовхає дітей на брехню, удосконалює навички облуди. В майбутньому така людина може виявитися непродуктивним працівником, який свої проступки покриває майстерною стратегією обману. Основна біда не в тому, що така людина не може плідно працювати у колективі, а в тому, що вона не може припинити брехати.
Пол Екман, американський психолог, досліджуючи племена Папуа-Нової Гвінеї дійшов висновку, що базові емоції універсальні, тому за емоціями, відображеними на обличчі, можна визначати брехню у представників різних культур, між тим жестикуляція індивідуальна для кожної культури.
Річард Уайзман, британський психолог розробив цікаву методику, яка дає можливість визначити здатність людини до брехні, так званий тест-D. Досліджуваного просять вказівним пальцем домінуючої руки намалювати на лобі літеру D. Ця задача може бути виконана двома способами. Можна написати літеру D «животиком» до правого ока, в такому випадку літера читається особою, яка пише, але не людиною, що стоїть перед нею. Також можна повернути живіт-D в напрямку лівого ока. У цьому випадку читатиме людина, що дивиться на досліджуваного, але не особа, яка написала. Люди з розвиненими навичками самоконтролю, пишуть літеру так, щоб її можна було прочитати спостерігачеві, а люди, не здатні до контролювання емоцій, малюють літеру так, як зручно. Люди з першої категорії — хороші брехуни. Ті ж, що не можуть контролювати власні емоції, брешуть рідше. Дані досліджень були опубліковані у книзі «Quirkology».

### Відео
- Як відрізнити правду від брехні: п’ять простих кроків (Олена Шкарпова) на YouTube 2019, 12'43"